# Саттаров, Наиль Шарипович
Наиль Шарипович Саттаров (23 декабря 1941, Башкирская АССР — 15 апреля 2014, Жуковский, Московская область) — советский лётчик-испытатель, заслуженный лётчик-испытатель Российской Федерации, полковник (1984), Мастер спорта СССР международного класса по самолётному спорту (1990), участник подготовки к космическому полёту по программе «Энергия — Буран».

## Биография
Родился 23 декабря 1941 года в деревне Кабаковской, Кармаскалинского района Башкирской АССР. С 1960 по 1961 год работал на Мелеузском заводе железобетонных изделий в должности слесаря-ремонтника. 
С 1961 по 1965 год обучался в Оренбургском высшем военном авиационном Краснознамённом училище лётчиков. С 1965 по 1969 год служил в авиационных частях Уральского военного округа в должности инструктора-лётчика в 814-м и 904-м учебных авиационных полках. 

### Лётчик-испытатель ГНИКИ ВВС
С 1969 года служил в Государственном научно-испытательном Краснознаменном институте ВВС в должности лётчика-испытателя
3-й авиационной испытательной эскадрильи, с 1972 года — 4-й авиационной испытательной эскадрильи службы лётных испытаний 2-го управления. В 1973 году Н. Ш. Саттаров в качестве лётчика Як-28РР был участником испытания ядерного заряда на Семипалатинском испытательном полигоне выполнив в течение сорока трёх минут шестнадцать пролётов над зоной взрыва для осуществления отбора проб радиоактивной облачности и замера параметров ядерного взрыва. С 1974 по 1976 год — старший лётчик-испытатель, 
с 1976 по 1978 год — заместитель командира 5-й авиационной испытательной эскадрильи. С 1978 по 1980 год — командир 6-й авиационной испытательной эскадрильи и старший лётчик-испытатель службы лётных испытаний бомбардировочной авиации 1-го управления научно-испытательного института.
С 1980 по 1981 год — ведущий инженер-испытатель 2-го отделения 8-го отдела. С 1981 года — лётчик-испытатель 6-й авиационной испытательной эскадрильи службы лётных испытаний бомбардировочной авиации 1-го управления. С 1981 по 1983 год —  старший лётчик-испытатель и заместитель начальника Лётно-испытательного центра по лётной подготовке, в дальнейшем — начальник лётной службы 267-го Центра испытания авиационной техники и подготовки лётчиков-испытателей. С 1983 по 1990 год — старший лётчик-испытатель 5-й авиационной испытательной эскадрильи службы лётных испытаний бомбардировочной авиации 1-го управления, был ведущим лётчиком-испытателем тактического фронтового бомбардировщика с крылом изменяемой стреловидности Су-24 и участником испытаний стратегического бомбардировщика Ту-160. С 1990 по 1993 год — командир эскадрильи и старший
лётчик-испытатель 1-го научно-испытательного управления.

### Космическая подготовка
В 1978 году для проведения атмосферных испытаний многоразовой транспортной космической системы «Буран» Н. Ш. Саттаров был отобран в группу лётчиков-испытателей ГКНИИ ВВС. Н. Ш. Саттаров прошёл медицинское обследование в ЦВНИ авиационном госпитале получив положительное заключение Главной медицинской комиссии и 1 декабря 1978 года на заседании Государственной межведомственной комиссии   был утверждён в качестве члена группы лётчиков-испытателей. С 1979 по 1980 год в качестве слушателя-космонавта проходил  общекосмическую подготовку в ЦПК имени Ю. А. Гагарина. В 1980 году был отстранён от испытательной работы и от подготовки в космонавты из-за нарушения инструкций пилотирования самолета Ту-154, проявившегося в самовольном выполнении фигуры высшего пилотажа.

### Дальнейшая деятельность
С 1993 по 2003 год на лётной и инженерной работе в Авиационном научно-техническом комплексе имени А. Н. Туполева в должности лётчика-испытателя и ведущего инструктора-методиста. С 1999 по 2003 год — ведущий инженер этой базы. С 2003 по 2007 год — главный специалист компании Гражданские самолёты Сухого.
За период лётно-испытательной работы Н. Ш. Саттаровым было освоено около шестидесяти пяти типов и модификации самолётов, в том числе: 
Су-17, Су-24, Як-28, Як-40, МиГ-15, МиГ-17, МиГ-21, МиГ-23, МиГ-25, Су-7, Ту-95, Ту-160, Ту-124, Ту-134, Ту-154, Ту-204, Ту-16, Ту-22,  Ил-28, Ил-76, А-50. Общий налёт Н. Ш. Саттарова составлял более 7 000 часов.
18 декабря 1997 года Указом Президента России «За заслуги в освоении   современной авиационной техники, многолетнюю безаварийную летную работу» Н. Ш. Саттаров был удостоен почётного звания — Заслуженный лётчик-испытатель Российской Федерации
Скончался 15 апреля 2014 года в городе Жуковский, Московской области, похоронен в нише Колумбария
Мемориального кладбища «Быково».

## Награды
- Орден Красной Звезды (1987)
- Заслуженный лётчик-испытатель Российской Федерации (1997 — «За заслуги в освоении современной авиационной техники, многолетнюю безаварийную летную работу»)[5]

### Спортивные достижения
- Мастер спорта СССР международного класса по самолётному спорту (1990 — «За установление мировых рекордов скорости на сверхзвуковом стратегическом бомбардировщике Ту-160»)